# (9011) 1984 SU
(9011) 1984 SU là một tiểu hành tinh vành đai chính. Nó được phát hiện bởi Antonín Mrkos ở Đài thiên văn Kleť in Czech Republic ngày 20 tháng 9 năm 1984.